# 壬生雅久
壬生 雅久（みぶ まさひさ、生年不詳 - 永正元年11月22日〈1504年12月28日〉）は、室町時代の官人。治部卿・壬生晴富の子。官位は正四位上・左大史。壬生家15代当主。

## 経歴
主殿頭を務めながら、康正2年（1456年）従五位上、文正2年（1467年）正五位下、文明元年（1469年）正五位上と昇進する。文明4年（1472年）父の晴富から譲られて官務・小槻氏長者となるも、当時は応仁の乱の最中で、雅久は東軍に属したが、西軍にとどめられていた晴富から官務としての指導を受けられず、資料もなく苦労した様子が窺われる。
のち、延徳3年（1491年）従四位上、明応元年（1492年）正四位上に至る。しかし、明応3年（1494年）に大宮家の大宮長興の圧力に屈して、その子息である時元に官務・氏長者職を奪われた。晩年には長く病み、永正元年（1504年）10月末には言語不分明で狂乱状態となり、官文庫に保管していた伝来の文書を売却する挙に出ている。同年11月22日卒去。

## 人物
詩文を作ったほか、吉田兼倶による『日本書紀』神代巻の談義を聴講し、それを細川政元に対して講じたこともあった。日記に『雅久宿禰記』がある。

## 官歴
注記のないものは『地下家伝』による。
- 時期不詳：従五位下。主殿頭
- 康正2年（1456年） 7月20日：従五位上
- 文正2年（1467年） 正月5日：正五位下
- 文明元年（1469年） 10月29日：正五位上
- 文明4年（1472年） 8月28日[3]：左大史、官務、氏長者
- 文明6年（1474年） 6月7日：従四位下
- 延徳3年（1491年） 12月20日：従四位上
- 明応元年（1492年） 日付不詳：正四位上[1]
- 明応3年（1494年） 12月：辞官務[4]
- 永正元年（1504年） 11月22日：卒去[1]

## 系譜
『系図纂要』による。
- 父：壬生晴富
- 母：不詳
- 妻：不詳
  - 男子：壬生于恒（1495-1542）